# قلب یخی (فیلم ۲۰۱۴)
قلب یخی (به تامیلی: Jigarthanda) و (به انگلیسی: Cold hearted) فیلمی هندی محصول سال ۲۰۱۴ و به کارگردانی کاتیک سوباراج است. در این فیلم بازیگرانی همچون سیدارت نارایان، بوبی سیمها، لاکشمی منون، آمبیکا، نثار، ویجی ستوپاتی و وتریماران ایفای نقش کرده‌اند.